# 大屌能量
大屌能量（英語：Big dick energy，通常简称），是一种形容自信和决断力的网络用语，最早流行于2018年。虽然这一短语起初是用来描述某种男性特质，但它实际上与性别无关，任何人都可以拥有。最早的使用案例之一是形容与歌手爱莉安娜·格兰德交往的皮特·戴维森，随后在网络社群中迅速传播开来。2021年，说唱歌手Latto在其单曲〈Big Energy〉中提及这一迷因，并将其扩展为一种不论性别都可拥有的赋权象征。此外，与“大屌能量”相对的“小屌能量”（英語：Small dick energy）也因2022年安德鲁·泰特与环保活动家格蕾塔·通贝里在Twitter上的对话爆红。

## 含义
大屌能量通常代表一种悠然的自信和决断感。总的来说，拥有大屌能量的人不需要真的有一个巨大的陰莖，他们甚至都可以没有阴茎。这一短语并不是某个性别专有的，女性亦可以使用。

## 历史
关于这一短语的起源说法不一，但大都认为其起源于2018年。当年，这一短语被用来描述当时与爱莉安娜·格兰德交往的皮特·戴维森。格兰德在一条很快被删除的推文中称赞过戴维森的阴茎尺寸。因此，戴维森的大阴茎尺寸成了一則網路传说。后来，一名女性Twitter用户在格兰德推文下的回复中称戴维森“流露出大屌能量”，此後“大屌能量”很快就被网络社群挪用。
随着这一短语因戴维森流行起来，另一位Twitter用户声称自己在两周前发表的哀悼安東尼·波登的评论中使用过这个短语，用来形容一些不是那麼優秀，但不知何故，仍让人覺得有吸引力的男人。因此，他认为自己才是这个短语的发明人。
2021年，说唱歌手Latto发布的单曲〈Big Energy〉提及了这一迷因。Latto告诉《告示牌》，她从社交媒体上取材了“大屌能量”这个说法，并将其含义从单纯的性暗示进行拓展，改造成了一个所有性别都可以拥有的概念。Latto还表示：“我希望它能够成为一种赋权。它是一种你所拥有的气场和自信。这是整体的一种氛围，当你走进房间时，你拥有‘大屌能量’，没有人能反对这一点” 。

### 小屌能量
|                | Greta Thunberg | Twitter |
| @GretaThunberg |                |         |

            yes, please do enlighten me. email me at smalldickenergy@getalife.com

           好喔，请務必讓我開開眼界。寄到smalldickenergy@getalife.com

       2022-12-28

|            | Andrew Tate | Twitter |
| @Cobratate |             |         |

            Hello @GretaThunberg
I have 33 cars.
My Bugatti has a w16 8.0L quad turbo.
My TWO Ferrari 812 competizione have 6.5L v12s.
This is just the start.
Please provide your email address so I can send a complete list of my car collection and their respective enormous emissions.

           @GretaThunberg，妳好
我有33辆车。
我的布加迪有一台W16 8.0L四涡轮增压发动机。
我的两台法拉利812 Competizione配备了6.5L V12发动机。
这只是冰山一角。
请給我妳的电邮信箱，好讓我把我所有收藏，還有它們奇大無比的碳排放量清單寄過去。

       2022-12-27

2022年12月，安德魯·泰特在一条推文中向环保活动家格蕾塔·通贝里炫耀他的碳排放汽车，并要求她提供电子邮件地址，以便给她更多信息。通贝里回复了一个虚假的、讽刺性的电子邮件地址“smalldickenergy@getalife.com”。这一对话在Twitter上引起了广泛关注。通贝里的回应亦很快成为了按讚數最多的推文之一。

## 脚注
1. ↑  这一邮箱地址直译过来为“小屌能量@去找个厂子上班吧.com”